# Напрасные слова
«Напра́сные слова́» — романс Давида Тухманова на слова Ларисы Рубальской. Песня была написана Тухмановым в 1987 году на уже существующий текст Рубальской специально для одной из серий цикла советских детективных фильмов «Следствие ведут ЗнаТоКи» — «Бумеранг». «Напрасные слова» записала для фильма Ирина Аллегрова, но настоящую известность романс получил в 1988 году в исполнении Александра Малинина.

## Предыстория
Музыка Давида Тухманова

Слова Ларисы Рубальской

Плесните колдовства в хрустальный мрак бокала.

В расплавленных свечах мерцают зеркала,

Напрасные слова я выдохну устало.

Уже погас очаг, я новый не зажгла.

Напрасные слова — виньетка ложной сути.

Напрасные слова нетрудно говорю.

Напрасные слова, уж вы не обессудьте.

Напрасные слова, я скоро догорю.

У вашего крыльца не вздрогнет колокольчик,

Не спутает следов мой торопливый шаг.

Вы первый миг конца понять мне не позвольте,

Судьбу напрасных слов не торопясь решать.

<…>
В 1985 году был возобновлён цикл советских детективных фильмов «Следствие ведут ЗнаТоКи», прерванный в 1982 году в связи с отстранением от должности покровителя сериала министра внутренних дел СССР Николая Щёлокова и его последующим самоубийством. По неизвестным причинам, возможно, в рамках борьбы с «щёлоковщиной», создатели сериала отказались от ставшей шлягером песни-заставки предыдущих фильмов «Незримый бой» Марка Минкова на слова Анатолия Горохова и обратились за новым материалом к Давиду Тухманову. Новая песня-заставка «Мы с тобой за этот город отвечаем» Тухманова на слова Роберта Рождественского вызвала недовольство телезрителей, полюбивших «Незримый бой».
Для 20-го фильма сериала, «Бумеранг», Давид Тухманов написал в 1987 году «жестокий романс» «Напрасные слова» на слова Ларисы Рубальской, который по сценарию исполняет главная героиня (Людмила Чурсина) — известная эстрадная певица, мать сына-преступника, кончающая жизнь самоубийством. Песня была записана для фильма Ириной Аллегровой — в то время солисткой группы «Электроклуб», которую продюсировал Тухманов. Песня не вошла ни в один альбом «Электроклуба», но исполнялась Аллегровой на концертах группы.

## Текст
Лариса Рубальская неоднократно рассказывала, как появился текст будущей песни «Напрасные слова». Работая переводчиком японского языка, она поехала со своей японской группой на экскурсию в какой-то колхоз, где им показывали коров-рекордисток.
…Пахло там не «Шанелью», поверьте. Коровы, правда, были чистенькие к приезду иностранцев. И вот я стою, перевожу про удои, про то, как, значит, дёргать надо, и вдруг у меня <...> пробило сознание: «Плесните колдовства в хрустальный мрак бокала». Я думаю, почему? Перевожу на автомате. Вышла из коровника, вдохнула воздуха и написала [все слова]. А объяснить не могу сама.
Особняком в песне стоит фраза «виньетка ложной сути», и о появлении в своей жизни слова виньетка Рубальская рассказывает особо. Она росла в послевоенном московском дворе, где все дети были синюшные и недокормленные. Как-то в этот двор пришёл фотограф и стал их фотографировать. Через три дня он вернулся с фотографиями и сказал детям звать родителей — чтобы те покупали фотографии.
И он нам показывает: стоят мордастенькие, розовощёкие, синеглазые детки, а сзади — горы, орёл, пальмы, море… Мы говорим: «Что это?» Он говорит: «Это виньетка». Я это слово запомнила навсегда. Он говорит: «Неважно, что внутри. Важно, что снаружи». И так эта виньетка вошла мне в голову.
Валентин Гафт:

Просьба мало-мальская,

Дай последний шанс,

Я хочу, Рубальская,

Спеть для вас романс.

Вы теперь в известности,

Воздадим же почести

Мастеру словесности

О женском одиночестве.

## Музыка
Меня попросили написать музыку к некоторым сериям фильма «Следствие ведут знатоки». И в одной из серий был такой персонаж — старая певица, мама сына, который попал в какую-то криминальную ситуацию. Мама переживает, в одиночестве переживает свою молодость, берёт в руки старую пластинку, где она спела когда-то какой-то романс. И это была чистая стилизация. Это была задача совершенно театрального характера. И все эти обороты, которые Лариса Рубальская поставила в эти стихи, такие несколько вычурные — это всё была задача, она была выполненная. И я меньше всего думал о том, что эта песня может широко исполняться или быть популярной.

## В репертуаре Александра Малинина

### Грампластинка «Александр Малинин»
В 1988 году Всесоюзная фирма грампластинок «Мелодия» выпустила на Апрелевском заводе грампластинок тиражом 50 000 экземпляров грампластинку (мини-альбом) Александра Малинина, названную соответственно «Александр Малинин», с двумя песнями — «Напрасные слова» и «Коррида» (музыка Елены Ваниной, слова Михаила Гуськова). Звукорежиссёром записи была Наталья Ганецкая.
Пластинка затем трижды была переиздана в неизменном виде: 1989 году тиражом 5000 экземпляров на Ташкентском заводе грампластинок, в 1989 году тиражом 47 840 экземпляров на Апрелевском заводе грампластинок, в 1990 году тиражом 39 000 экземпляров на Апрелевском заводе грампластинок. Суммарный тираж пластинки составил 141 830 экземпляров.

## Кавер-версии, копии, пародии
В 2001 году Давид Тухманов записал собственную версию «Напрасных слов», явно дезавуируя свой же посыл «жестокого романса» и исполнив песню в стиле босановы. Этот вариант был опубликован на диске «Давид Тухманов. Мои любимые… Избранные песни в исполнении автора» в ряду двенадцати треков.
Валерия начала публично исполнять романс «Напрасные слова» не позже 2009 года, когда он прозвучал в её совместном выступлении с Александром Малининым в эфире Первого канала. В 2010 году она спела «Напрасные слова» на творческом вечере, посвящённом 70-летию Давида Тухманова, в рамках фестиваля «Новая волна» с аккомпанементом автора, а в 2013 году повторила этот вариант в телепрограмме «Достояние республики», полностью посвящённой песням Давида Тухманова, в числе одиннадцати тухмановских песен. Комментируя песню после своего выступления, Валерия назвала её «абсолютно женской»: «и женское кокетство там, и ирония, и даже <…> утрированные какие-то вещи и „красивости“». Этот романс, по признанию певицы, занимает одно из основных мест в её репертуаре.
В 2018 году в программе «Вечерний Ургант» на Первом канале, один из сюжетов которой был связан с 60-летием Александра Малинина, певец исполнил автопародию «Напрасный инстаграм» на музыку романса «Напрасные слова» с бэк-вокалом Ивана Урганта.
Лариса Рубальская:
Одна японка, профессиональная переводчица нашей литературы и поэзии, перевела романс «Напрасные слова» на японский язык. Это называлось «Мунаси котоба». «Плесните колдовства в хрустальный мрак бокала» в прямом переводе там звучало: «Поместите какую-то странную жидкость в не очень чистую ёмкость». Для них это нормальный перевод. Они там поют.

## Видео

### Александр Малинин
- Выступление Александра Малинина с романсом «Напрасные слова» в 1990-е годы
- Выступление Александра Малинина с романсом «Напрасные слова» на сольном концерте в 2007 году
- Выступление Александра Малинина с романсом «Напрасные слова» в программе «Романтика романса» на телеканале «Культура». Съёмка 27 января 2013 года, эфир 17 ноября 2013 года

### Александр Малинин и Валерия
- Совместное выступление Александра Малинина и Валерии с романсом «Напрасные слова» в эфире Первого канала в 2009 году

### Александр Малинин и Анастасия Макеева
- Совместное выступление Александра Малинина и Анастасии Макеевой с романсом «Напрасные слова» на сольном концерте Малинина в 2019 году

### Валерия
- Выступление Валерии с романсом «Напрасные слова» на творческом вечере, посвящённом 70-летию Давида Тухманова, в рамках фестиваля «Новая волна 2010» 30 июля 2010 года
- Выступление Валерии с романсом «Напрасные слова» на сольном концерте «Русские романсы и золотые шлягеры XX века» к 20-летию творческой деятельности. Москва, Государственный Кремлёвский дворец, 2 декабря 2011 года

### Глеб Матвейчук
- Глеб Матвейчук копирует исполнение романса «Напрасные слова» Александром Малининым в программе «Точь-в-точь» Первого канала в 2014 году
- Выступление Глеба Матвейчука с романсом «Напрасные слова» в программе «Три аккорда» Первого канала в 2017 году

### Ирина Крутова
- Выступление Ирины Крутовой с романсом «Напрасные слова» в программе «Романтика романса» на телеканале «Культура» в 2015 году